# Castello di Capua
Il castello di Capua a Gambatesa è posto sull'altura del colle Serrone, nel cuore del centro storico del paese. Subì varie trasformazioni nel corso dei secoli: da castello-fortilizio a castello-residenza feudale in epoca medievale, infine, nel XVI secolo, in castello-palazzo rinascimentale dalla famiglia feudataria dei Di Capua. Divenne poi proprietà baronale-marchesale, poi privata, oggi demaniale.
Dal dicembre 2014 il Ministero per i beni e le attività culturali lo gestisce tramite il Polo museale del Molise, nel dicembre 2019 divenuto Direzione regionale Musei.

## Vicende storiche
In un territorio di frontiera tra Molise e Puglia, nel XIII secolo Riccardo di Pietravalle divenne il signore di un luogo che prenderà il nome dal suo difetto fisico: Gambatesa. L'aspetto originario del castello era quello di un bastione arroccato sul promontorio che guarda la vallata del Tappino. Le trasformazioni, tra la fine del XV secolo e metà del XVI secolo conferirono al castello l'aspetto di dimora signorile rinascimentale. Il momento storico di maggiore fortuna della comunità di Gambatesa è dovuto alla presenza della famiglia di Capua, che acquistò il castello nel 1484 e ne rivoluzionò l'architettura, abbattendo molte delle severe architetture militari medievali per farne un palazzo signorile.
È ben visibile l'originaria e massiccia struttura medievale di forma quadrata con la merlatura guelfa sul lato sud-ovest e le torri angolari in direzione nord-est, mentre sono di stile rinascimentale il portale bugnato, le finestre e la loggetta con tre archi a tutto sesto che si aprono sulla facciata nord-ovest, aggiunta nel XV-XVI secolo.
Nel 1550 Vincenzo di Capua, artefice della trasformazione rinascimentale del castello, commissionò il ciclo pittorico di stampo manierista al pittore salentino Donato Decumbertino (da Copertino).
Quest'ultimo si ispirava alla produzione artistica di Napoli e Roma di metà Cinquecento. Il ciclo pittorico, nonostante le lacune,  rivela una densità di significati in cui la mitologia e l'ispirazione alla storia dell'arte e dell'antichità si intrecciano ai temi cristiani per evidenziare quelle virtù morali, civili e militari che la famiglia di Capua riteneva di incarnare e perciò comunicare ai suoi ospiti.

## Il percorso di visita
Il ciclo di affreschi interessa tutte le stanze del piano nobile. Nell'atrio gli episodi frammentati degli Amori di Zeus; nella Sala del Camino è celebrata la Virtus del Casato dei di Capua; seguono la Sala detta dell'Incendio per la rappresentazione della distruzione di Sodoma tra le fiamme; la Sala delle Maschere, la più complessa per il tema metaforico della sottomissione umana alla volontà divina e per la quantità di raffigurazioni simboliche. In questa sala si trova anche il clipeo con la firma dell'autore del ciclo pittorico: IO DONATO PINTORE/ DECUMBERTINO PINSI/A DIE MENSI AUGUSTI NEL/L ANNO DEL CINQUANTA. Nella stessa sala anche lo stemma dei di Capua - del Balzo, famiglie unite con il matrimonio tra ferrante di Capua e Antonicca de Balzo agli inizi del XVI secolo. Procedendo oltre, affrescate con il tema paesaggistico che conferisce spazialità all'ambiente, che viene disegnandosi open-air, la sala del Pergolato con allusione alla floridezza del feudo, e quella del Canneto. Si procede poi verso il Salone delle Virtù con la raggiera policromatica sul soffitto, metaforicamente riassuntiva dei clipei delle virtù umanizzate sulle pareti e verso lo studiolo a tema mitologico.
Atrio. Gli affreschi sulla volta raffigurano gli amori di Zeus, tratti dalle metamorfosi di Ovidio, un tema molto popolare nel Cinquecento. Negli affreschi frammentari si riconoscono i seguenti episodi: Io posseduta da Zeus sotto forma di nuvola; Europa rapita da Zeus nelle sembianze di un toro bianco; Danae posseduta da Zeus sotto forma di pioggia d'oro.
Sala del Camino. La sala si caratterizza per la presenza del camino su uno dei lati corti del perimetro. Nella parete di fondo vi è forse la celebrazione della casata nella figura di Giovanni di Capua, noto per aver salvato la vita al re Ferdinando II d'Aragona nel 1495.
Sala dei Paesaggi o dell'Incendio. Una piccola porta affrescata con un finto tendaggio consente l'ingresso in questa sala che presenta una serie di pitture di paesaggio, tra cui quella che è stata identificata come la rappresentazione di Ponte Milvio.
Sala delle Maschere. In questa Sala Minerva, emblema della saggezza e ispiratrice di buon governo, è affiancata da una civetta, simbolo della sapienza e attributo della dea. Un ulteriore riferimento a Minerva si trova nell'iscrizione che attesta l'opera del pittore Decumbertino e la data della sua esecuzione, il 1550. Il nome dell'artista è catturato nella ragnatela di Aracne, l'abile tessitrice che sfidò Minerva in una gara nella quale uscì sconfitta e trasformata in ragno.
Sala del Pergolato. la sala è decorata con un trompe l'oeil raffigurante un pergolato, in cui tra paesaggi della campagna romana è raffigurata una battaglia navale, forse la battaglia di Otranto del 1480, durante la quale perse la vita Matteo di Capua. Battaglia rappresentata anche in una sala del Castello di Specchia, dove si vedono le truppe aragonesi guidate probabilmente da Matteo di Capua sotto le mura di Otranto. Forse Porta alfonsina.
Salone dell Virtù. Gli affreschi hanno come fine la celebrazione delle virtù di Vincenzo di Capua: carità, fortezza, prudenza, giustizia, pace e fede.
Sala del Canneto. Nell'affresco compaiono paesaggi fluviali con ruderi di edifici e architetture medievali. La piccola sala forse fungeva da accesso a un ambiente più riservato, lo Studiolo.
Studiolo. La scelta degli episodi mitologici che trattano di amori combattuti (Erse, Amore e Psiche) potrebbe indicare la destinazione dell'ambiente come camera da letto.